# Micrutalis atrovena
Micrutalis atrovena är en insektsart som beskrevs av Goding. Micrutalis atrovena ingår i släktet Micrutalis och familjen hornstritar. Inga underarter finns listade i Catalogue of Life.